# Ґосе-Малі
Ґосе-Малі (пол. Gosie Małe) — село в Польщі, у гміні Колаки-Косьцельні Замбровського повіту Підляського воєводства.
Населення — 93 особи (2011).
У 1975-1998 роках село належало до Ломжинського воєводства.

## Демографія
Демографічна структура станом на 31 березня 2011 року:
|          | Загалом | Допрацездатний вік | Працездатний вік | Постпрацездатний вік |
| -------- | ------- | ------------------ | ---------------- | -------------------- |
| Чоловіки | 44      | 10                 | 31               | 3                    |
| Жінки    | 49      | 7                  | 32               | 10                   |
| Разом    | 93      | 17                 | 63               | 13                   |